# John Madden (regisseur)
John Philip Madden (8 april 1949) is een Engelse regisseur van theater, film, televisie en radio. Hij begon zijn carrière bij de onafhankelijke film. Madden studeerde aan de Universiteit van Cambridge en behaalde in 1970 een bachelorsgraad in Engelse literatuur. Hij begon te werken in de televisiesector en regisseerde Prime Suspect 4 en afleveringen van Sherlock Holmes en  Inspector Morse. Zijn bekendste film is Shakespeare in Love, die de Oscaruitreiking voor Beste Film won in 1998.

## Filmografie
- 1993: Ethan Frome
- 1994: Golden Gate
- 1997: Mrs. Brown
- 1998: Shakespeare in Love
- 2001: Captain Corelli's Mandolin
- 2005: Proof
- 2008: Killshot
- 2010: The Debt
- 2011: The Best Exotic Marigold Hotel
- 2015: The Second Best Exotic Marigold Hotel
- 2016: Miss Sloane
- 2021: Operation Mincemeat

- Bibsys: 99054037
- Biblioteca Nacional de España: XX1169450
- Bibliothèque nationale de France: cb14021260s (data)
- CiNii: DA12694494
- Gemeinsame Normdatei: 122592948
- International Standard Name Identifier: 0000 0001 1438 025X
- Library of Congress Control Number: n88244770
- Nationale Bibliotheek van Tsjechië: pna2006327267
- Nationale bibliotheek van Australië: 40017667
- Nationale Bibliotheek van Israël: 987007444884905171
- Nationale Bibliotheek van Polen: a0000003196786
- Nederlandse Thesaurus van Auteursnamen: 072575115
- Réseau des bibliothèques de Suisse occidentale: 02-A012338771
- SNAC: w6n0237v
- Système universitaire de documentation: 069319537
- Virtual International Authority File: 12504398
- WorldCat: E39PBJd3QVkKjmYkbMXVQHgHYP